# NHL Entry Draft 2025
Der NHL Entry Draft 2025 fand am 27. und 28. Juni 2025 im Peacock Theater in Los Angeles statt. Insgesamt wurden in sieben Runden 224 Spieler ausgewählt.
Der kanadische Verteidiger Matthew Schaefer wurde von den New York Islanders als First Overall Draft Pick gewählt. Ihm folgten der Kanadier Michael Misa für die San Jose Sharks sowie der Schwede Anton Frondell für die Chicago Blackhawks.

## Verfügbare Spieler
Alle Spieler, die zwischen dem 1. Januar 2005 und dem 15. September 2007 geboren wurden, sind für den Draft verfügbar. Zusätzlich sind alle ungedrafteten, nicht-nordamerikanischen Spieler über 20 für den Draft zugelassen. Ebenso sind diejenigen Spieler verfügbar, die beim NHL Entry Draft 2023 gewählt wurden und bis zum Zeitpunkt des Entry Draft 2025 keinen Einstiegsvertrag bei ihrem ursprünglichen Draftverein unterschrieben haben.

## Draft-Reihenfolge
Legende: Erstes Wahlrecht
| Nr. | Team                | Chance |
| 1.  | San Jose Sharks     | 25,5 % |
| 2.  | Chicago Blackhawks  | 13,5 % |
| 3.  | Nashville Predators | 11,5 % |
| 4.  | Philadelphia Flyers | 9,5 %  |
| 5.  | Boston Bruins       | 8,5 %  |
| 6.  | Seattle Kraken      | 7,5 %  |

| Nr. | Team                | Chance |
| 7.  | Buffalo Sabres      | 6,5 %  |
| 8.  | Anaheim Ducks       | 6,0 %  |
| 9.  | Pittsburgh Penguins | 5,0 %  |
| 10. | New York Islanders  | 3,5 %  |
| 11. | New York Rangers    | 3,0 %  |

Die Draft-Reihenfolge aller Teams, die in der Saison 2024/25 die Playoffs verpassten, wurde durch die Draft-Lotterie bestimmt. Diese wurde mit den im Jahr 2022 eingeführten Änderungen durchgeführt, das heißt effektiv, dass zwei Teams ausgelost wurden, die jeweils maximal zehn Ränge aufsteigen konnten. Die Tabelle zeigt die jeweiligen Wahrscheinlichkeiten für den Gewinn des ersten Wahlrechts. Die Draft-Lotterie fand am 5. Mai 2025 statt und wurde durch die New York Islanders gewonnen, die somit von Rang 10 auf 1 aufstiegen. Die zweite Ziehung gewann der Utah Hockey Club (mit einer Wahrscheinlichkeit von 3,1 %), sodass sich dieser von Position 14 auf 4 verbesserte.
Die Draft-Reihenfolge der 16 Playoff-Teilnehmer steht nach dem Stanley-Cup-Finale fest. Der Stanley-Cup-Sieger wird auf Position 32, der Finalgegner auf Position 31 gesetzt. Auf den Positionen 29 und 30 werden die im Halbfinale ausgeschiedenen Teams einsortiert. Die restlichen Playoff-Mannschaften werden anhand ihres Tabellenstandes in der regulären Saison gesetzt. Dabei gilt, dass die Mannschaft mit den wenigen Punkten auf Position 17 steht. Die Draft-Reihenfolge gilt für alle Runden des Entry Draft, die Lotterie verändert somit nur die Reihenfolge der ersten Wahlrunde. Zudem können die Mannschaften über Transfers Wahlrechte anderer Teams erwerben sowie eigene an andere Mannschaften abgeben.

## Rankings
Die Final Rankings der NHL Central Scouting Services vom 15. April 2025 sowie das mehrere externe Ranglisten vereinende Consolidated Ranking von eliteprospects.com mit den vielversprechendsten Talenten für den NHL Entry Draft 2025:
| Rang | Feldspieler Nordamerika | Pos. | Feldspieler Europa   | Pos. |
| ---- | ----------------------- | ---- | -------------------- | ---- |
| 1    | Matthew Schaefer        | D    | Anton Frondell       | C    |
| 2    | Michael Misa            | C    | Victor Eklund        | RW   |
| 3    | James Hagens            | C    | Milton Gästrin       | C    |
| 4    | Jake O’Brien            | C    | Vojtěch Čihař        | LW   |
| 5    | Radim Mrtka             | D    | Alexander Scharowski | RW   |
| 6    | Porter Martone          | RW   | Eddie Genborg        | RW   |
| 7    | Caleb Desnoyers         | C    | Eric Nilson          | C    |
| 8    | Roger McQueen           | C    | Jakob Ihs-Wozniak    | C    |
| 9    | Kashawn Aitcheson       | D    | Kurban Limatow       | D    |
| 10   | Carter Bear             | LW   | Theodor Hallquisth   | D    |

| Rang | Torhüter Nordamerika | Torhüter Europa       |
| ---- | -------------------- | --------------------- |
| 1    | Joshua Ravensbergen  | Petr Andrejanow       |
| 2    | Lucas Beckman        | Semjon Frolow         |
| 3    | Michal Prádel        | Elijah Neuenschwander |

| Rang | Spieler          | Pos. |
| ---- | ---------------- | ---- |
| 1    | Matthew Schaefer | D    |
| 2    | Michael Misa     | C    |
| 3    | James Hagens     | C    |
| 4    | Porter Martone   | RW   |
| 5    | Anton Frondell   | C    |
| 6    | Roger McQueen    | C    |
| 7    | Victor Eklund    | RW   |
| 8    | Caleb Desnoyers  | C    |
| 9    | Jackson Smith    | D    |
| 10   | Malcolm Spence   | LW   |

## Draftergebnis
| Inhaltsverzeichnis Runde 1 \| Runde 2 \| Runde 3 \| Runde 4 \| Runde 5 \| Runde 6 \| Runde 7 |

### Runde 1
| #   | Spieler             | Nationalität       | Position | NHL-Team                                                                                 | College-/Junioren-/Profi-Team          |
| --- | ------------------- | ------------------ | -------- | ---------------------------------------------------------------------------------------- | -------------------------------------- |
| 1.  | Matthew Schaefer    | Kanada             | D        | New York Islanders                                                                       | Erie Otters (OHL)                      |
| 2.  | Michael Misa        | Kanada             | C        | San Jose Sharks                                                                          | Saginaw Spirit (OHL)                   |
| 3.  | Anton Frondell      | Schweden           | C        | Chicago Blackhawks                                                                       | Djurgårdens IF (Allsvenskan)           |
| 4.  | Caleb Desnoyers     | Kanada             | C        | Utah Mammoth                                                                             | Moncton Wildcats (LHJMQ)               |
| 5.  | Brady Martin        | Kanada             | C        | Nashville Predators                                                                      | Sault Ste. Marie Greyhounds (OHL)      |
| 6.  | Porter Martone      | Kanada             | RW       | Philadelphia Flyers                                                                      | Brampton Steelheads (OHL)              |
| 7.  | James Hagens        | Vereinigte Staaten | C        | Boston Bruins                                                                            | Boston College (NCAA)                  |
| 8.  | Jake O’Brien        | Kanada             | C        | Seattle Kraken                                                                           | Brantford Bulldogs (OHL)               |
| 9.  | Radim Mrtka         | Tschechien         | D        | Buffalo Sabres                                                                           | Seattle Thunderbirds (WHL)             |
| 10. | Roger McQueen       | Kanada             | C        | Anaheim Ducks                                                                            | Brandon Wheat Kings (WHL)              |
| 11. | Benjamin Kindel     | Kanada             | C        | Pittsburgh Penguins                                                                      | Calgary Hitmen (WHL)                   |
| 12. | Jack Nesbitt        | Kanada             | C        | Philadelphia Flyers (von New York Rangers via Vancouver Canucks und Pittsburgh Penguins) | Windsor Spitfires (OHL)                |
| 13. | Carter Bear         | Kanada             | LW       | Detroit Red Wings                                                                        | Everett Silvertips (WHL)               |
| 14. | Jackson Smith       | Kanada             | D        | Columbus Blue Jackets                                                                    | Tri-City Americans (WHL)               |
| 15. | Braeden Cootes      | Kanada             | C        | Vancouver Canucks                                                                        | Seattle Thunderbirds (WHL)             |
| 16. | Victor Eklund       | Schweden           | RW       | New York Islanders (von Calgary Flames via Canadiens de Montréal)                        | Djurgårdens IF (Allsvenskan)           |
| 17. | Kashawn Aitcheson   | Kanada             | D        | New York Islanders (von Canadiens de Montréal)                                           | Barrie Colts (OHL)                     |
| 18. | Cole Reschny        | Kanada             | C        | Calgary Flames (von New Jersey Devils)                                                   | Victoria Royals (WHL)                  |
| 19. | Justin Carbonneau   | Kanada             | RW       | St. Louis Blues                                                                          | Blainville-Boisbriand Armada (LHJMQ)   |
| 20. | Petr Andrejanow     | Russland           | G        | Columbus Blue Jackets (von Minnesota Wild)                                               | Krasnaja Armija Moskau (MHL)           |
| 21. | Cameron Reid        | Kanada             | D        | Nashville Predators (von Ottawa Senators)                                                | Kitchener Rangers (OHL)                |
| 22. | Bill Zonnon         | Kanada             | RW       | Pittsburgh Penguins (von Colorado Avalanche via Philadelphia Flyers)                     | Rouyn-Noranda Huskies (LHJMQ)          |
| 23. | Logan Hensler       | Vereinigte Staaten | D        | Ottawa Senators (von Tampa Bay Lightning via Nashville Predators)                        | University of Wisconsin–Madison (NCAA) |
| 24. | Will Horcoff        | Vereinigte Staaten | C        | Pittsburgh Penguins (von Los Angeles Kings)                                              | University of Michigan (NCAA)          |
| 25. | Václav Nestrašil    | Tschechien         | RW       | Chicago Blackhawks (von Toronto Maple Leafs)                                             | Muskegon Lumberjacks (USHL)            |
| 26. | Ryker Lee           | Vereinigte Staaten | RW       | Nashville Predators (von Vegas Golden Knights via San Jose Sharks)                       | Madison Capitols (USHL)                |
| 27. | Lynden Lakovic      | Kanada             | RW       | Washington Capitals                                                                      | Moose Jaw Warriors (WHL)               |
| 28. | Sascha Boumedienne  | Schweden           | D        | Winnipeg Jets                                                                            | Boston University (NCAA)               |
| 29. | Mason West          | Vereinigte Staaten | C        | Chicago Blackhawks (von Carolina Hurricanes)                                             | Edina High School (US High School)     |
| 30. | Joshua Ravensbergen | Kanada             | G        | San Jose Sharks (von Dallas Stars)                                                       | Prince George Cougars (WHL)            |
| 31. | Henry Brzustewicz   | Vereinigte Staaten | D        | Los Angeles Kings (von Edmonton Oilers via Philadelphia Flyers und Pittsburgh Penguins)  | London Knights (OHL)                   |
| 32. | Cullen Potter       | Vereinigte Staaten | C        | Calgary Flames (von Florida Panthers)                                                    | Arizona State University (NCAA)        |

### Runde 2
| #   | Spieler              | Nationalität        | Position | NHL-Team                                                                                               | College-/Junioren-/Profi-Team                       |
| --- | -------------------- | ------------------- | -------- | --- | --------------------------------------------------- |
| 33. | Wang Haoxi           | China Volksrepublik | D        | San Jose Sharks                                                                                        | Oshawa Generals (OHL)                               |
| 34. | Alexander Scharowski | Russland            | RW       | Canadiens de Montréal (von Chicago Blackhawks via Carolina Hurricanes)                                 | Tolpar Ufa (MHL)                                    |
| 35. | Jacob Rombach        | Vereinigte Staaten  | D        | Nashville Predators                                                                                    | Lincoln Stars (USHL)                                |
| 36. | Blake Fiddler        | Vereinigte Staaten  | D        | Seattle Kraken (von Philadelphia Flyers)                                                               | Edmonton Oil Kings (WHL)                            |
| 37. | Milton Gästrin       | Schweden            | C        | Washington Capitals (von Boston Bruins)                                                                | MODO Hockey (SHL)                                   |
| 38. | Carter Amico         | Vereinigte Staaten  | D        | Philadelphia Flyers (von Seattle Kraken)                                                               | USA Hockey National Team Development Program (USHL) |
| 39. | Peyton Kettles       | Kanada              | D        | Pittsburgh Penguins (von Buffalo Sabres)                                                               | Swift Current Broncos (WHL)                         |
| 40. | Jack Murtagh         | Vereinigte Staaten  | LW       | Philadelphia Flyers (von Anaheim Ducks)                                                                | USA Hockey National Team Development Program (USHL) |
| 41. | Semjon Frolow        | Russland            | G        | Carolina Hurricanes (von Pittsburgh Penguins via Canadiens de Montréal)                                | MHK Spartak Moskau (MHL)                            |
| 42. | Daniil Prochorow     | Russland            | RW       | New York Islanders                                                                                     | Dynamo Sankt Petersburg (MHL)                       |
| 43. | Malcolm Spence       | Kanada              | LW       | New York Rangers (von New York Rangers via Utah Mammoth und Colorado Avalanche)                        | Erie Otters (OHL)                                   |
| 44. | Eddie Genborg        | Schweden            | RW       | Detroit Red Wings                                                                                      | Linköping HC (SHL)                                  |
| 45. | Eric Nilson          | Schweden            | C        | Anaheim Ducks (von Columbus Blue Jackets via Philadelphia Flyers)                                      | Djurgårdens IF (Allsvenskan)                        |
| 46. | Max Pšenička         | Tschechien          | D        | Utah Mammoth                                                                                           | Portland Winterhawks (WHL)                          |
| 47. | Alexei Medwedew      | Russland            | G        | Vancouver Canucks                                                                                      | London Knights (OHL)                                |
| 48. | Shane Vansaghi       | Vereinigte Staaten  | RW       | Philadelphia Flyers (von Calgary Flames)                                                               | Michigan State University (NCAA)                    |
| 49. | Charlie Cerrato      | Vereinigte Staaten  | C        | Carolina Hurricanes (von Canadiens de Montréal)                                                        | Pennsylvania State University (NCAA)                |
| 50. | Conrad Fondrk        | Vereinigte Staaten  | C        | New Jersey Devils                                                                                      | USA Hockey National Team Development Program (USHL) |
| 51. | William Moore        | Vereinigte Staaten  | C        | Boston Bruins (von St. Louis Blues via Pittsburgh Penguins, St. Louis Blues und Edmonton Oilers)       | USA Hockey National Team Development Program (USHL) |
| 52. | Theodor Hallquisth   | Schweden            | D        | Minnesota Wild                                                                                         | Örebro HK (SHL)                                     |
| 53. | Cole McKinney        | Vereinigte Staaten  | C        | San Jose Sharks (von Ottawa Senators)                                                                  | USA Hockey National Team Development Program (USHL) |
| 54. | Theo Stockselius     | Schweden            | C        | Calgary Flames (von Colorado Avalanche via Washington Capitals)                                        | Djurgårdens IF U20 (J20 Nationell)                  |
| 55. | Jakob Ihs-Wozniak    | Schweden            | C        | Vegas Golden Knights (von Tampa Bay Lightning via Nashville Predators)                                 | Luleå HF (SHL)                                      |
| 56. | Ethan Czata          | Kanada              | C        | Tampa Bay Lightning (von Los Angeles Kings)                                                            | Niagara IceDogs (OHL)                               |
| 57. | Matthew Gard         | Kanada              | C        | Philadelphia Flyers (von Toronto Maple Leafs via Utah Mammoth, Tampa Bay Lightning und Seattle Kraken) | Red Deer Rebels (WHL)                               |
| 58. | Jack Ivankovic       | Kanada              | G        | Nashville Predators (von Vegas Golden Knights)                                                         | Brampton Steelheads (OHL)                           |
| 59. | Vojtěch Čihař        | Tschechien          | LW       | Los Angeles Kings (von Washington Capitals via Pittsburgh Penguins)                                    | HC Energie Karlovy Vary (tschech. Extraliga)        |
| 60. | Lasse Boelius        | Finnland            | D        | Anaheim Ducks (von Winnipeg Jets via New Jersey Devils)                                                | Ässät Pori (Liiga)                                  |
| 61. | Liam Pettersson      | Schweden            | D        | Boston Bruins (von Carolina Hurricanes via Colorado Avalanche)                                         | Ässät Pori (Liiga)                                  |
| 62. | Iwan Rjabkin         | Russland            | C        | Carolina Hurricanes (von Dallas Stars via Chicago Blackhawks)                                          | Muskegon Lumberjacks (USHL)                         |
| 63. | Ben Kevan            | Vereinigte Staaten  | RW       | New Jersey Devils (von Edmonton Oilers via Utah Mammoth)                                               | Des Moines Buccaneers (USHL)                        |
| 64. | Tinus Luc Koblar     | Norwegen            | C        | Toronto Maple Leafs (von Florida Panthers)                                                             | Leksands IF U20 (J20 Nationell)                     |

### Runde 3
| #   | Spieler             | Nationalität       | Position | NHL-Team                                                                                 | College-/Junioren-/Profi-Team                       |
| --- | ------------------- | ------------------ | -------- | ---------------------------------------------------------------------------------------- | --------------------------------------------------- |
| 65. | Kieren Dervin       | Kanada             | C        | Vancouver Canucks (von San Jose Sharks via Vegas Golden Knights und New York Rangers)    | St. Andrew’s College (Canadian High School)         |
| 66. | Nathan Behm         | Kanada             | RW       | Chicago Blackhawks (von Chicago Blackhawks via Carolina Hurricanes)                      | Kamloops Blazers (WHL)                              |
| 67. | Kurban Limatow      | Russland           | D        | Carolina Hurricanes (von Nashville Predators via Ottawa Senators und Los Angeles Kings)  | MHK Dynamo Moskau (MHL)                             |
| 68. | Will Reynolds       | Kanada             | D        | Seattle Kraken (von Philadelphia Flyers)                                                 | Acadie-Bathurst Titan (LHJMQ)                       |
| 69. | Hayden Paupanekis   | Kanada             | C        | Canadiens de Montréal (von Boston Bruins)                                                | Kelowna Rockets (WHL)                               |
| 70. | Sean Barnhill       | Vereinigte Staaten | D        | New York Rangers (von Seattle Kraken)                                                    | Dubuque Fighting Saints (USHL)                      |
| 71. | David Bedkowski     | Kanada             | D        | Buffalo Sabres                                                                           | Owen Sound Attack (OHL)                             |
| 72. | Noah Read           | Kanada             | C        | Anaheim Ducks                                                                            | London Knights (OHL)                                |
| 73. | Charlie Trethewey   | Vereinigte Staaten | D        | Pittsburgh Penguins                                                                      | USA Hockey National Team Development Program (USHL) |
| 74. | Luca Romano         | Kanada             | C        | New York Islanders                                                                       | Kitchener Rangers (OHL)                             |
| 75. | Michal Prádel       | Slowakei           | G        | Detroit Red Wings (von New York Rangers via Utah Mammoth)                                | Tri-City Storm (USHL)                               |
| 76. | Malte Vass          | Schweden           | D        | Columbus Blue Jackets (von Detroit Red Wings)                                            | Färjestad BK (SHL)                                  |
| 77. | Francesco Dell’Elce | Kanada             | D        | Colorado Avalanche (von Columbus Blue Jackets)                                           | University of Massachusetts Amherst (NCAA)          |
| 78. | Štěpán Hoch         | Tschechien         | LW       | Utah Mammoth                                                                             | HC České Budějovice (tschech. Extraliga)            |
| 79. | Cooper Simpson      | Vereinigte Staaten | LW       | Boston Bruins (von Vancouver Canucks via Canadiens de Montréal)                          | Tri-City Storm (USHL)                               |
| 80. | Mace’o Phillips     | Vereinigte Staaten | D        | Calgary Flames                                                                           | USA Hockey National Team Development Program (USHL) |
| 81. | Bryce Pickford      | Kanada             | D        | Canadiens de Montréal                                                                    | Medicine Hat Tigers (WHL)                           |
| 82. | Arsenij Radskou     | Belarus            | G        | Canadiens de Montréal (von New Jersey Devils)                                            | Tjumenski Legion (MHL)                              |
| 83. | Tommy Lafrenière    | Kanada             | RW       | Edmonton Oilers (von St. Louis Blues)                                                    | Kamloops Blazers (WHL)                              |
| 84. | Gabriel D’Aigle     | Kanada             | G        | Pittsburgh Penguins (von Minnesota Wild via Philadelphia Flyers und Nashville Predators) | Victoriaville Tigres (LHJMQ)                        |
| 85. | Mateo Nobert        | Kanada             | C        | Vegas Golden Knights (von Ottawa Senators via St. Louis Blues und Pittsburgh Penguins)   | Blainville-Boisbriand Armada (LHJMQ)                |
| 86. | Tyler Hopkins       | Kanada             | C        | Toronto Maple Leafs (von Colorado Avalanche via Nashville Predators und San Jose Sharks) | Kingston Frontenacs (OHL)                           |
| 87. | Roman Baussow       | Russland           | D        | Carolina Hurricanes (von Tampa Bay Lightning)                                            | Dynamo Sankt Petersburg (MHL)                       |
| 88. | Kristian Epperson   | Vereinigte Staaten | LW       | Los Angeles Kings                                                                        | Saginaw Spirit (OHL)                                |
| 89. | Artjom Gontschar    | Russland           | D        | New York Rangers (von Toronto Maple Leafs via Anaheim Ducks)                             | Stalnyje Lissy Magnitogorsk (MHL)                   |
| 90. | Mason Moe           | Vereinigte Staaten | C        | New Jersey Devils (von Vegas Golden Knights)                                             | Madison Capitols (USHL)                             |
| 91. | Brady Peddle        | Kanada             | D        | Pittsburgh Penguins (von Washington Capitals via Vegas Golden Knights)                   | Waterloo Black Hawks (USHL)                         |
| 92. | Owen Martin         | Kanada             | C        | Winnipeg Jets                                                                            | Spokane Chiefs (WHL)                                |
| 93. | Blake Vanek         | Vereinigte Staaten | RW       | Ottawa Senators (von Carolina Hurricanes via Washington Capitals)                        | Stillwater Area High School (US High School)        |
| 94. | Cameron Schmidt     | Kanada             | RW       | Dallas Stars                                                                             | Vancouver Giants (WHL)                              |
| 95. | Teddy Mutryn        | Vereinigte Staaten | C        | San Jose Sharks (von Edmonton Oilers)                                                    | Chicago Steel (USHL)                                |
| 96. | Maxim Schäfer       | Deutschland        | LW       | Washington Capitals (von Florida Panthers via Ottawa Senators)                           | Eisbären Berlin (DEL)                               |

### Runde 6
| #    | Spieler     | Nationalität | Position | NHL-Team        | College-/Junioren-/Profi-Team |
| ---- | ----------- | ------------ | -------- | --------------- | ----------------------------- |
| 181. | Bruno Idžan | Kroatien     | LW       | Ottawa Senators | Lincoln Stars (USHL)          |